# Almaș
Almaș é uma comuna romena localizada no distrito de Arad, na região histórica da Transilvânia. A comuna possui uma área de 81.27 km² e sua população era de 2994 habitantes segundo o censo de 2007.